# Велика Салча
Вели́ка Салча́ (рум. Salcia Mare) — річка в Молдові, права притока річки Великий Ялпуг.
Річка бере початок на західній околиці села Дойна Кагульського району, протікає на південь та південний схід. Протікає також по території Гагаузії та Тараклійського району, впадає до річки Великий Ялпуг біля села Чумай. Русло рівне, на великій протяжності пересихає.
Над річкою розташовані такі села:
- Кагульський район — Дойна, Гулубоая, Татарешти, Букурія, Тріфештій-Ной, Московей;
- Гагаузія — Карбалія;
- Тараклійський район — Дерменджи, Будай, Мусайту, Виноградовка, Чумай.